# Polystachya reflexa
Polystachya reflexa är en orkidéart som beskrevs av John Lindley. Polystachya reflexa ingår i släktet Polystachya och familjen orkidéer. Inga underarter finns listade i Catalogue of Life.